# Ngozumba-gletsjeren
Ngozumba-gletsjeren ligger ved foden af verdens sjette højeste bjerg Cho Oyu i Nepal og er med sine 36 kilometer den længste gletsjer i Himalaya. Gletsjeren er en stor vedvarende ismasse. Den bevæger sig langsomt på grund af sin enorme vægt.

## Ngozumpa smeltevandssø
Temperaturen er i de seneste årtier steget i Himalaya. Ngozumpa-gletsjeren viser tegn på at smelte og producerer store mængder smeltevand. En del af dette smeltevand samler sig på overfladen, hvor der er dannet en enorm sø. Søen har potentiale til at blive seks kilometer lang, én kilometer bred og 100 meter dyb.
- Ngozumba-gletsjeren